# Escalerosia severini
Escalerosia severini es una especie de coleóptero de la familia Aderidae.

## Distribución geográfica
Habita en los territorios que antes se llamaban Guinea Francesa y la República del Congo.